# Campo de concentração de Hwasong
Campo de concentração de Hwasong (Chosŏn'gŭl: 화성 제16호 관리소, também escrito Hwasŏng ou Hwaseong) é um campo de trabalhos forçados na Coreia do Norte para prisioneiros políticos. O nome oficial é Kwan-li-so (Colônia de Trabalho Penal) nº 16.

## Localização
O campo está localizado no condado de Hwasong (Myonggan), província de Hamgyong do Norte, na Coreia do Norte. Ele está situado ao longo do curso do rio Hwasong, em um vale montanhoso isolado. A fronteira ocidental é a montanha Mantapsan, com 2,205 metros (7,2 pé) de altitude. Nos lados norte e leste, o campo chega ao vale do rio Orangchon. O portão de entrada fica no Rio Hwasong e na estrada de Hwasong, 8 quilômetros (5,0 mi) a oeste de Hwasong-up (Myonggan-up). O campo não está incluído nos mapas, mas o portão de entrada e a cerca com torres de vigia podem ser reconhecidos em imagens de satélite.

## Descrição
O campo de Hwasong é uma colônia de trabalho penal onde os detidos são encarcerados para o resto da vida, sem possibilidade de serem libertados. Com cerca de 549 quilômetro quadrados (210 sq mi)  de área, é o maior campo de prisioneiros da Coreia do Norte. Puhwa-ri (Chosŏn'gŭl: 부화리), 4 quilômetros (2,5 mi) ao norte do portão de entrada é a sede do campo. O número de prisioneiros é estimado em 20.000. Eles são classificados como “elementos antirrevolucionários e antipartidários” e detidos sob acusações como se oporem à sucessão de Kim Jong-il. Muitos dos prisioneiros são apenas familiares de suspeitos de transgressão, que são mantidos em cativeiro sob uma punição de “culpa por associação”. Acredita-se que o acampamento tenha sido fundado na década de 1990.

## Condições de trabalho
Os prisioneiros são explorados para trabalhos árduos, perigosos e mortais na mineração, na exploração madeireira e na agricultura. Em 2013, um documento da Anistia Internacional relevou que os presos trabalhavam sobrecarregados e tinham muito pouco tempo para descansar. Ainda, segundo Lee, um ex-oficial de segurança do campo de Hwasong, os presos tinham que trabalhar o dia todo até cumprirem suas cotas e depois participar de reuniões de autocrítica. Frequentemente, eles dormiam por, no máximo, quatro horas. O Sr. Lee testemunhou muitos acidentes fatais no local de trabalho.
Em 2006, 2009, 2013 e 2016, foram realizados testes nucleares no campo de testes de Punggye-ri, a apenas 2 quilômetros (1,2 mi) a oeste da fronteira do campo. Vários desertores relataram que os presos políticos foram forçados a cavar túneis e a construir instalações subterrâneas em áreas expostas à radiação nuclear.

## Direitos humanos
Informações sobre o campo são extremamente limitadas, uma vez que o local sempre foi um campo de segurança máxima sob estrito controle e vigilância. Um adolescente não identificado relatou como foi enviado para o acampamento com toda a família aos 13 anos. Ele testemunhou seu pai sendo espancado cruelmente e sua mãe e irmãs sendo estupradas por agentes de segurança. Os residentes das aldeias vizinhas ouviram falar das condições horríveis dentro do campo, mas nunca foram autorizados a aproximar-se do mesmo.
O oficial de segurança Lee explicou os métodos para executar prisioneiros numa entrevista à Amnistia Internacional. Ele testemunhou prisioneiros forçados a cavar suas próprias sepulturas e sendo mortos com golpes de martelo no pescoço. Ele também testemunhou agentes penitenciários estrangulando detidos e depois espancando-os até a morte com bastões de madeira. Segundo ele, várias mulheres foram estupradas pelos funcionários e posteriormente executadas secretamente.

## Expansão do campo
A análise de imagens de satélite pela Anistia Internacional em outubro de 2013 mostra que a população prisional do campo de Hwasong aumentou ligeiramente em comparação a 2008. Em várias aldeias de prisioneiros puderam ser identificadas novas estruturas habitacionais e novos edifícios administrativos. Alguns dos novos prisioneiros podem ter sido transferidos do campo de concentração de Hoeryong para Hwasong.

## Ex-prisioneiros/guardas (testemunhas)
- Além do adolescente não identificado, nenhum ex-preso foi encontrado para prestar depoimento direto, provavelmente por medo de represálias.[18]
- Lee (nome completo omitido por questões de segurança; década de 1980 a meados da década de 1990 em Hwasong) era oficial de segurança no campo.[8]